# Dutchtone
Dutchtone is een voormalige aanbieder van mobiele telefonie.
Dutchtone ontstond uit Federa (de werknaam van een consortium van France Télécom-Deutsche Telekom-Rabobank-ABN AMRO). Dit consortium verkreeg op 26 februari 1998 een licentie om in Nederland een landelijk dekkend gsm-netwerk op te bouwen op basis van GSM 1800 aangevuld met E-GSM.
Al vrij snel stapte Deutsche Telekom uit het consortium. Nog later verkochten ABN-AMRO en Rabobank hun aandeel aan de Vendex KBB-groep. Federa ging uiteindelijk onder de naam Dutchtone in februari 1999 van start.
Enkele jaren later wijzigde Dutchtone in Orange, nadat moederbedrijf France Telecom alle aandelen van Dutchtone had verkregen en later ook Orange UK had aangekocht. Alle mobiele activiteiten van France Telecom worden inmiddels onder de naam Orange gevoerd. Orange Nederland werd op 1 oktober 2007 overgenomen door T-Mobile, dat op zijn beurt op 5 september 2023 opging in Odido.

## Trivia
- Acteur Leslie Nielsen was te zien in een aantal reclamespotjes van Dutchtone om het mobiel telefoneren te promoten. De spotjes waren geheel in de stijl van de humoristische Naked Gun-films, waarin Nielsen gespeeld heeft.